# Berecz István (labdarúgó)
Berecz István (1913. december 10. – 1979. január 7.) válogatott labdarúgó, csatár, jobbösszekötő, edző. A diósgyőri labdarúgók közül elsőként szerepelt a válogatottban. Testvére a BSZKRT játékosa volt.

## Pályafutása

### Klubcsapatban
1927-ben kezdett futballozni a Kaposvári Petőfi AC-ben. 1932 februárjában szerződtette a Somogy FC. 1936 márciusában igazolta le a Bocskai. 1937 nyarán szerződtette a francia Montpellier. 1939 októberében ismét a Bocskai játékosa lett. 1940 augusztusában igazolt a Diósgyőri MÁVAG-ba. 1941-től a DVSC színeiben szerepelt. 1942 nyarán a Kaposvári Turul szerződtette. 1943 nyarától az ungvári Rusj játékosa lett.
Nagy lövéseivel és munkabírásával tűnt ki társai közül.

### A válogatottban
1941-ben egy alkalommal szerepelt a válogatottban.

## Sikerei, díjai
- Magyar kupa
  - döntős: 1942

## Statisztika

### Mérkőzése a válogatottban
| Magyarország | Magyarország      | Magyarország       | Magyarország | Magyarország | Magyarország | Magyarország | Magyarország | Magyarország |
| #            | Dátum             | Helyszín           | Hazai        | Eredmény     | Vendég       | Kiírás       | Gólok        | Esemény      |
| ------------ | ----------------- | ------------------ | ------------ | ------------ | ------------ | ------------ | ------------ | ------------ |
| 1.           | 1941. március 23. | Belgrád, BSK-pálya | Jugoszlávia  | 1 – 1        | Magyarország | barátságos   | -            |              |
|              | Összesen          |                    |              | 1            | mérkőzés     |              | 0            | gól          |